# Waxeneck
Das Waxeneck, ein Höhenzug ohne markanten Gipfel, dessen höchster Punkt auf 796 m ü. A. liegt, befindet sich im südlichen Niederösterreich im Bezirk Baden, westlich der Stadt Berndorf auf dem Gebiet der Gemeinde Pottenstein.

## Lage
Südlich wird es durch den Geyersattel zur Hohen Mandling abgegrenzt. Südlich davon entspringt der Veitsauer Bach, der über Grillenberg in die Triesting abfließt. Westlich bildet der Hals, ein Gebirgspass, die Grenze zum Hochwald. Östlich senkt sich das Waxeneck zu den Vororten Berndorfs ab.

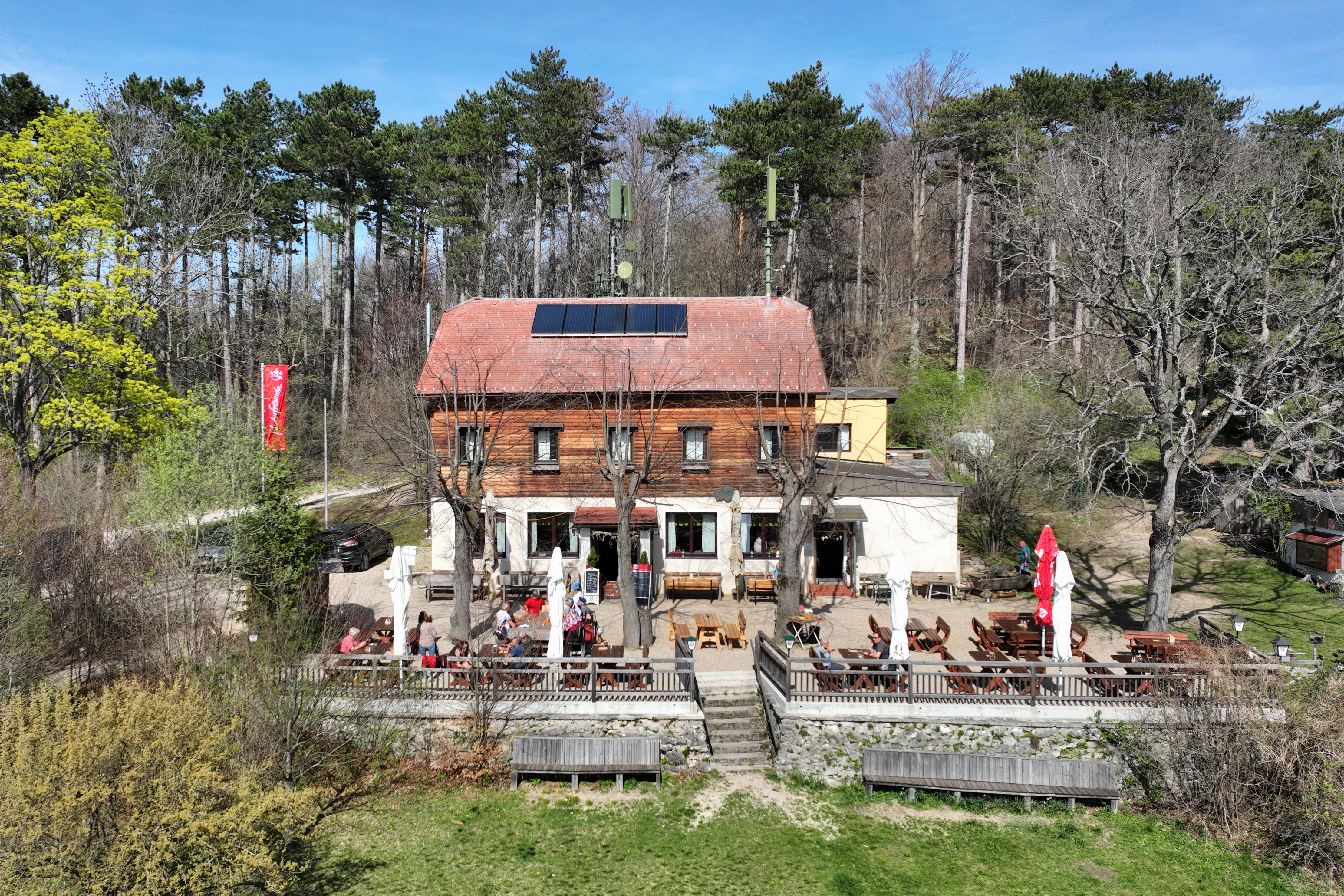
Waxeneckhaus der Naturfreunde

Die von Wegen durchkreuzte Gegend ist bei Wanderern und Jägern sehr beliebt. Nahe dem südwestlichen Ende des langen Höhenzugs steht das Waxeneckhaus, eine Schutzhütte mit Verpflegungs- und Übernachtungsmöglichkeit; auf der Ostseite befindet sich  die Hallourhöhle.

## Siedlung
Waxeneck ist auch der Name der kleinen Siedlung auf der Südseite des Bergrückens, die sich vom Waxeneckhaus nach Osten erstreckt und vollständig auf dem Gebiet der Gemeinde Pernitz liegt.

## Entstehung des Namens
Nach Heinz Pohl bezeichnet die ungeschlechtliche Endung -eck eine „Spitze; vorspringende Höhe, Berg- oder Hügelkante“.

## Wege
Das Waxeneck ist auf den folgenden Wegen erreichbar:
- Von Pottenstein erschließt sich das Waxeneck über Grabenweg sowie einen am Höhenzug oberhalb verlaufenden Weg.
- Von Grillenberg, Gemeinde Hernstein aus kann ein Forstweg durch die Siedlung Steinhof und Pöllau genommen werden. Dieser Weg gehört auch zur sogenannten Steinwandklamm-Strecke[3], einer offiziellen Mountainbike-Strecke.
- Von Weissenbach aus kann nach der Siedlung Am Brand zwischen der oben beschriebenen Route über Grabenweg und dem Wanderweg 201 über das Rote Kreuz und den Hals entschieden werden.
- Von Süden her gelangt man über den Geyersattel den Wanderweg 201 hinauf zum Waxeneck.